# 大格勒斯滕貝格山

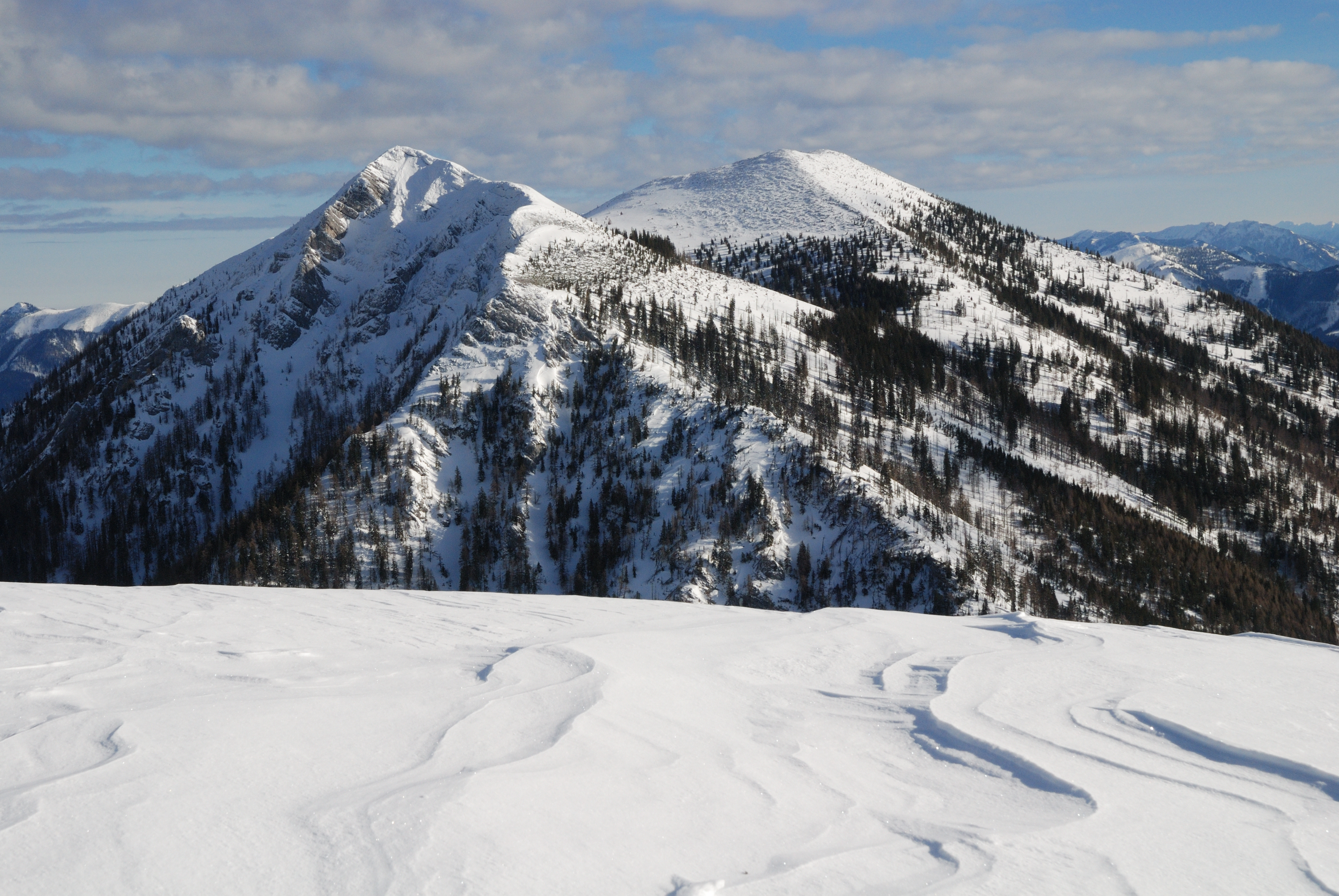

47°45′53″N 14°25′30″E / 47.76472°N 14.42500°E
大格勒斯滕貝格山（德語：Großer Größtenberg），是奧地利的山峰，位於該國北部，由上奧地利州負責管轄，屬於上奧地利前阿爾卑斯山脈的一部分，海拔高度1,724米，每年平均降雨量1,578毫米。